# 伽列里乌斯
伽列里乌斯，全名盖乌斯·伽列里乌斯·瓦列里乌斯·马克西米安努斯（Gaius Galerius Valerius Maximianus ，约260年－311年），四帝共治制時期的罗马帝国皇帝戴克里先的女婿，後亦為罗马帝国东部副皇帝，公元305年－311年在位。出生在今天塞尔维亚的加姆济格勒－罗慕利亚纳地方。后来他在这里建筑了自己的皇宫，他的皇宫遗迹在2007年被列为世界文化遗产。

## 生平
据说伽列里乌斯早年是一个牧人。后来参加军队，曾经在皇帝奥勒良和普罗布斯的军队中充当一名士兵。后来被戴克里先提拔。戴克里先设立四帝共治制度，自己和马克西米安分别为东部和西部的皇帝，同时，又设立“凯撒”一职，作为副皇帝。293年，伽列里乌斯被提拔为戴克里先的凯撒，而君士坦提乌斯一世则被立为马克西米安的凯撒。为了加强关系，伽列里乌斯娶戴克里先的女儿为妻。
作为副皇帝的伽列里乌斯，很快就卷入了对波斯的战争，战争从296年打到297年，罗马获得全胜，彻底改变了自瓦莱里安被俘以来的东方的局面。303年羅馬皇宮火災，伽列里乌斯歸咎於基督徒，導致戴克里先開始羅馬帝國最後也最大的迫害基督教運動。
305年，戴克里先和马克西米安同时退位，而伽列里乌斯和君士坦提乌斯一世同时升为羅馬東、西部的“奥古斯都”。但是，戴克里先的退位，却很快引起了新的纷争。伽列里乌斯自认为是羅馬帝國最高皇帝，所以他选择自己的外甥马克西米努斯和自己家里的一个家臣塞维鲁（即塞维鲁二世）充当东部和西部的“凯撒”，而完全不顾马克西米安和君士坦提乌斯一世在西部的势力，以及这两位都有了成年的儿子。
306年，君士坦提乌斯一世在不列颠去世，其子君士坦丁一世迅速出兵，控制了不列颠和高卢地区。在约克，军队拥立君士坦丁一世为西部奧古斯都，後來君士坦丁接受伽列里烏斯之命改任西部凱撒。在罗马城，人民不满伽列里乌斯所指派的塞维鲁二世升任西部奧古斯都，拥立马克西米安的儿子马克森提乌斯为帝。同时，为了帮助自己的儿子，马克西米安也复出称帝。塞维鲁二世率军进入意大利，结果却被马克森提乌斯打败，被俘。307年，伽列里乌斯为此，率军进入意大利，烧杀抢掠一番后，却无法占领意大利，只好退兵。
因为塞维鲁二世被杀，伽列里乌斯又在308年提拔李锡尼为羅馬西部的奥古斯都。这让马克西米努斯非常不满，于是向伽列里乌斯通报，说自己已经被军队擁立为奥古斯都，於是造成罗马帝国在308年一度同时有六个奧古斯都的景象。不过伽列里乌斯在世时，李锡尼和马克西米努斯尚保持着和平。
311年伽列里烏斯重病，痛苦萬分，四月頒佈寬容詔諭（edict of toleration），要求基督徒為他的重病禱告，然而六天後他還是不治去世。他死后，李锡尼和马克西米努斯迅速决裂。